# 鳴海杻神社
鳴海杻神社（なるみてがしじんじゃ）は、愛知県犬山市の式内社。

## 概要
創建は未詳。延喜式神名帳には丹羽郡二十二座、尾張国内神名帳には従三位成海天神とある。
社名にある「杻」（てがし）については、大国主命の子孫にあたる山押多良斯神の多良志と多加志に関連するとの説、橿のことであるという説など議論は他出である。
1872年（明治5年）5月に村社となり、1923年（大正12年）6月15日郷社に昇格した。
1912年（明治45年）3月20日に羽黒字貴船裏21番地にあった貴船社を合祀。

## 境内
| 画像 | 名称   | 概要 |
| ---- | ------ | --- |
|      | 本殿   | 1917年（大正6年）の建築。木造平屋建、檜皮葺（銅板仮葺）、建築面積5.2平方メートル。2024年（令和6年）3月6日、造形の規範となっているものとして国登録有形文化財に登録。 |
|      | 祭文殿 | 1917年（大正6年）頃の建築。木造平屋建、瓦葺、建築面積57平方メートル。2024年（令和6年）3月6日、国土の歴史的景観に寄与しているものとして国登録有形文化財に登録。      |
|      | 社務所 | 1917年（大正6年）頃の建築。木造平屋建、瓦葺、建築面積69平方メートル。2024年（令和6年）3月6日、国土の歴史的景観に寄与しているものとして国登録有形文化財に登録。      |
|      | 拝殿   | 1917年（大正6年）頃の建築。木造平屋建、瓦葺、建築面積24平方メートル。2024年（令和6年）3月6日、国土の歴史的景観に寄与しているものとして国登録有形文化財に登録。      |
|      | 藩塀   | 1917年（大正6年）頃の建築。木造、銅板葺、延長3.3メートル。2024年（令和6年）3月6日、国土の歴史的景観に寄与しているものとして国登録有形文化財に登録。                 |
|      | 弁天堂 | 元治2年（1865年）の建築。木造平屋建、瓦葺、建築面積20平方メートル。2024年（令和6年）3月6日、国土の歴史的景観に寄与しているものとして国登録有形文化財に登録。        |

## 現地情報
所在地
- 愛知県犬山市大字羽黒字成海郷109[WEB 1]

### WEB
1. 1 2 3 4 5 6  “鳴海杻神社本殿”. 国指定文化財等データベース.   文化庁. 2024年9月28日閲覧。
2. 1 2 3 4  “鳴海杻神社祭文殿”. 国指定文化財等データベース.   文化庁. 2024年9月28日閲覧。
3. 1 2 3 4  “鳴海杻神社社務所”. 国指定文化財等データベース.   文化庁. 2024年9月28日閲覧。
4. 1 2 3 4  “鳴海杻神社拝殿”. 国指定文化財等データベース.   文化庁. 2024年9月28日閲覧。
5. 1 2 3 4  “鳴海杻神社藩塀”. 国指定文化財等データベース.   文化庁. 2024年9月28日閲覧。
6. 1 2 3 4  “鳴海杻神社弁天堂”. 国指定文化財等データベース.   文化庁. 2024年9月28日閲覧。

### 書籍
1. 1 2 3 4 5 6 7 8  愛知県神社庁 1992, p. 233.